# Símbolos 9-j de Wigner
Na mecânica quântica, os símbolos 9-j de Wigner foram introduzidos por Eugene Paul Wigner em 1937. Eles estão relacionados aos coeficientes de recobrimento na mecânica quântica envolvendo quatro momentos angulares
{\displaystyle {\sqrt {(2j_{3}+1)(2j_{6}+1)(2j_{7}+1)(2j_{8}+1)}}{\begin{Bmatrix}j_{1}&j_{2}&j_{3}\\j_{4}&j_{5}&j_{6}\\j_{7}&j_{8}&j_{9}\end{Bmatrix}}=\langle ((j_{1}j_{2})j_{3},(j_{4}j_{5})j_{6})j_{9}|((j_{1}j_{4})j_{7},(j_{2}j_{5})j_{8})j_{9}\rangle .}

## Relações de simetria
Um símbolo de 9-j é invariante sob reflexão sobre permutações tanto diagonais quanto uniformes de suas linhas ou colunas:
{\displaystyle {\begin{Bmatrix}j_{1}&j_{2}&j_{3}\\j_{4}&j_{5}&j_{6}\\j_{7}&j_{8}&j_{9}\end{Bmatrix}}={\begin{Bmatrix}j_{1}&j_{4}&j_{7}\\j_{2}&j_{5}&j_{8}\\j_{3}&j_{6}&j_{9}\end{Bmatrix}}={\begin{Bmatrix}j_{9}&j_{6}&j_{3}\\j_{8}&j_{5}&j_{2}\\j_{7}&j_{4}&j_{1}\end{Bmatrix}}={\begin{Bmatrix}j_{7}&j_{4}&j_{1}\\j_{9}&j_{6}&j_{3}\\j_{8}&j_{5}&j_{2}\end{Bmatrix}}.}
Uma permutação ímpar de linhas ou colunas produz um fator de fase {\displaystyle (-1)^{S}}, onde
{\displaystyle S=\sum _{i=1}^{9}j_{i}.}
Por exemplo:
{\displaystyle {\begin{Bmatrix}j_{1}&j_{2}&j_{3}\\j_{4}&j_{5}&j_{6}\\j_{7}&j_{8}&j_{9}\end{Bmatrix}}=(-1)^{S}{\begin{Bmatrix}j_{4}&j_{5}&j_{6}\\j_{1}&j_{2}&j_{3}\\j_{7}&j_{8}&j_{9}\end{Bmatrix}}=(-1)^{S}{\begin{Bmatrix}j_{2}&j_{1}&j_{3}\\j_{5}&j_{4}&j_{6}\\j_{8}&j_{7}&j_{9}\end{Bmatrix}}.}